# Museo diocesano (Milano)
Il Museo diocesano di Milano nasce nel 2001 per iniziativa dell'Arcidiocesi di Milano con lo scopo di tutelare, valorizzare e fare conoscere i tesori artistici della diocesi nell'ambito del contesto spirituale che li ha ispirati. Dall'anno successivo è teatro dell'iniziativa Un capolavoro per Milano.

## Storia
Inizialmente voluto dal Beato Ildefonso Schuster, Cardinale ed Arcivescovo di Milano, trova la sua prima pietra nella lettera "Per l'arte sacra e per un museo diocesano" del 1931.
Il Museo diocesano di Milano, inaugurato dal cardinale Carlo Maria Martini, arcivescovo di Milano (1979 - 2002), il 7 dicembre 2001, è situato presso i Chiostri di Sant'Eustorgio, parte dell'antico convento domenicano, restituito alla città, dopo un lungo periodo di restauro dovuto ai bombardamenti della seconda guerra mondiale.
Interprete appassionato dalla volontà dell'Arcivescovo Monsignor Luigi Crivelli (1933-2007), primo presidente della Fondazione Sant'Ambrogio, organismo di gestione del museo

## Opere
Il museo diocesano conserva opere provenienti dal territorio diocesano, dalla Quadreria Arcivescovile e da donazioni private. Queste sono organizzate in dodici sezioni espositive:
- Corridoio d'ingresso
- Sant'Ambrogio
- Opere provenienti dalla Diocesi
- Arciconfraternita del Santissimo Sacramento
- Arredo liturgico
- Collezione Marcenaro
- Fondi oro "A. Crespi"
- Collezione Monti
- Collezione Pozzobonelli
- Collezione Visconti
- Collezione Erba Odescalchi
- Collezione Sozzani
- Collezione Magnaghi
- Sculture di Lucio Fontana
- Opere di provenienza diversa

### Corridoio d'ingresso
Nel corridoio d'ingresso sono esposti:
- tre arazzi fiamminghi con Storie di Costantino (seconda metà del XVII secolo), tessuti da Geraert van der Strecken.

### Sant'Ambrogio

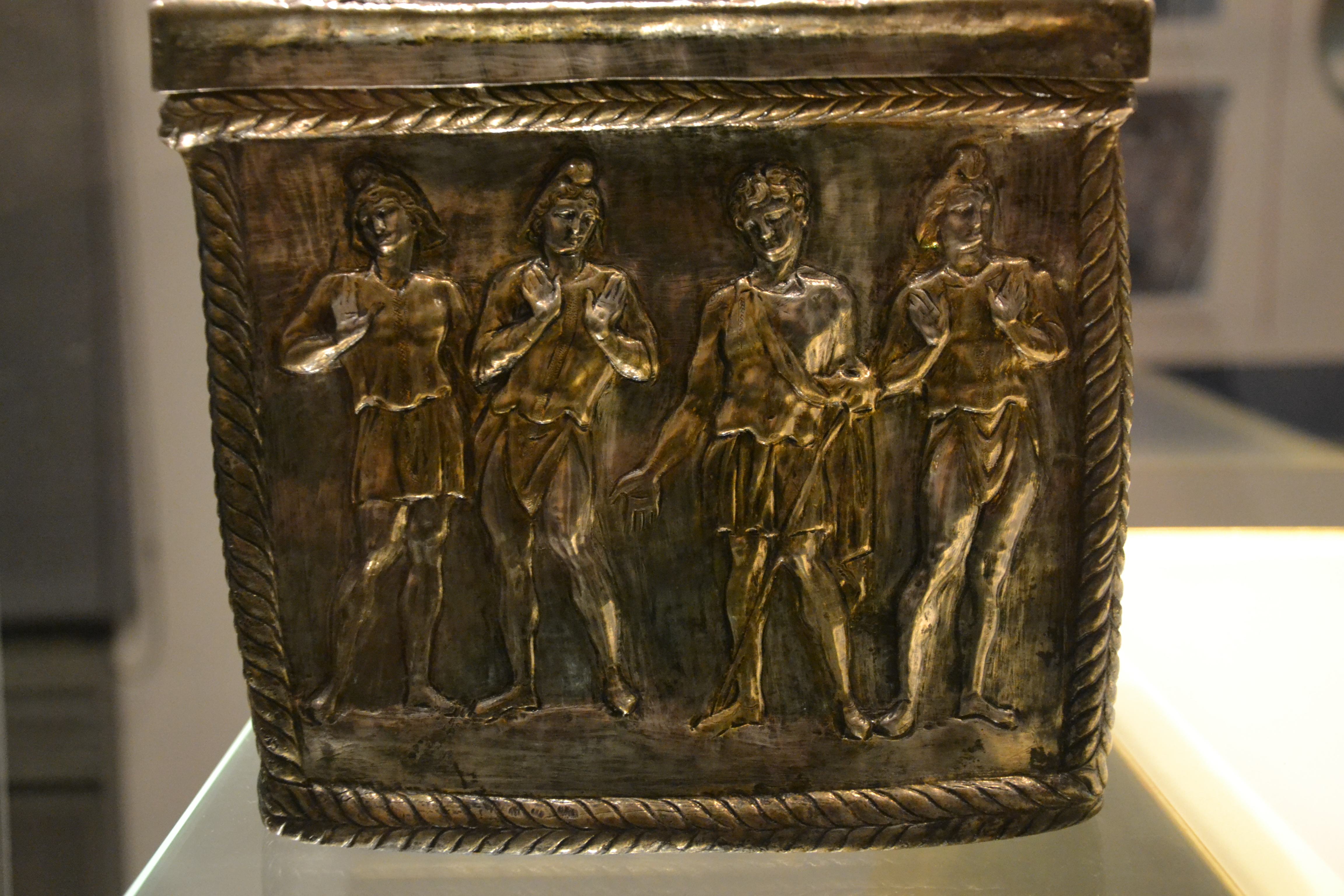
La capsella argentea di San Nazaro

L'itineratio di visita si apre con un nucleo di opere legate alla storia della Basilica di Sant'Ambrogio o alla vita di sant'Ambrogio, vescovo di Milano (374 - 397), fra cui:
- Lettiera di Sant'Ambrogio (IV secolo), cioè il catafalco dove, secondo la tradizione, furono deposte le spoglie del Santo durante le esequie;
- i frammenti delle imposte lignee del portale maggiore della prima Basilica di Sant'Ambrogio, risalenti al IV - VI secolo;
- il clipeo con il Busto di Sant'Ambrogio benedicente (X secolo), in stucco policromo, di bottega lombarda;
- Stalli lignei (XV secolo), provenienti dal coro di Sant'Ambrogio;
- La capsella argentea di San Nazaro, reliquiario del IV secolo che secondo la tradizione fu utilizzato da Ambrogio al ritorno da un viaggio a Roma, per contenere le reliquie con cui consacrò la Basilica Apostolorum (attuale San Nazaro in Brolo), dove fu rinvenuta da Carlo Borromeo nel 1578. La teca ha le dimensioni di un cubo di circa 20 cm di lato, con scene istoriate a sbalzo sui quattro lati e sul coperchio in lamina di argento lavorata. Sono rappresentati: Cristo annuncia la nuova dottrina agli Apostoli, Giudizio di Salomone, Giudizio di Giuseppe, Tre ebrei nella fornace salvati da un angelo, Madonna con Bambino in trono tra schiere angeliche. Lo stile delle figure è classico, accostabile ai bassorilievi greci, e mostra un ritratto di giovane imperatore, identificato con Onorio, figlio di Teodosio.
- Madonna che allatta il Bambino, (primo quarto del XVI secolo), affresco staccato, di Bernardino Luini
- Pie donne (primo quarto del XVI secolo), affresco staccato, di un anonimo pittore lombardo;
- Gesù Cristo portacroce (primo quarto del XVI secolo), affresco staccato, attribuito ad Andrea Solario.

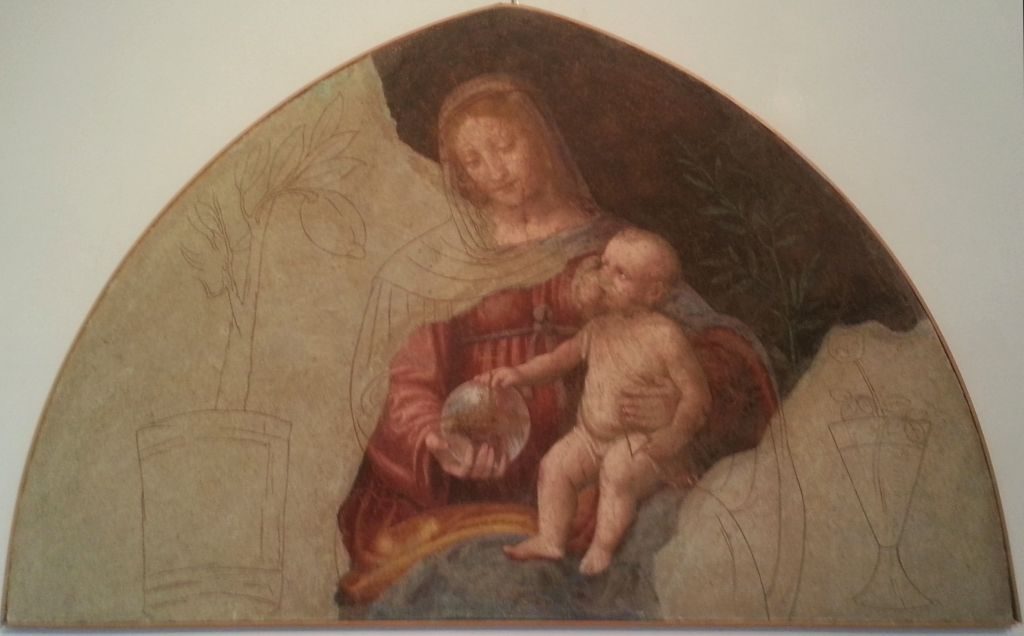
Bernardino Luini: Madonna che allatta il Bambino

### Opere provenienti dalla Diocesi
Sono qui esposte opere provenienti dal territorio diocesano e comprendono alcune significative testimonianze, sia pittoriche sia scultoree, per la storia dell'arte lombarda dal XIV al XIX secolo.
Tutte le opere di questa sezione provengono da diverse parrocchie dell'Arcidiocesi di Milano realizzate da grandi artisti.
Di notevole interesse:
- Corteo dei Magi (fine XIV - prima metà del XV secolo), affresco strappato, di Michelino da Besozzo e bottega;
- Crocifissione (fine del XIV - inizio del XV secolo), tempera su tavola, di Anovelo da Imbonate;
- San Francesco d'Assisi riceve le stigmate (seconda metà del XV - inizio XVI secolo), tempera su tavola, del Bergognone (Ambrogio da Fossano);
- Trittico dell'Assunta (seconda metà del XV - inizio XVI secolo), olio su tavola, di Marco d'Oggiono;
- San Giovanni Battista decollato (XVI secolo), olio su tavola, di Bernardino Campi, proveniente dal Santuario di Montevecchia;
- Il furto sacrilego (1731), olio su tela, di Alessandro Magnasco;
- Gesù Cristo crocifisso con Maria Maddalena (1827), olio su tela, di Francesco Hayez.

### Arciconfraternita del Santissimo Sacramento
Nel salone dell'Arciconfraternita del Santissimo Sacramento sono presentati i dipinti dedicati ai miracoli operati dall'eucaristia e realizzati fra il XVII e il XVIII secolo da Filippo Abbiati, Carlo Preda e il Legnanino, per essere esposte lungo le navate del Duomo, durante la festa del Corpus Domini.

### Arredo liturgico
Nella sezione è esposta la suppellettile liturgica (reliquiari, ostensori, calici, candelieri, ecc.), proveniente dal territorio diocesano, spesso veri capolavori ideati per funzioni liturgiche. Questi costituiscono la documentazione storica e culturale dell'artiginato artistico lombardo dal VI al XX secolo. Di notevole importanza:
- la coperta di messale, attribuibile ai Delfinoni, su probabile disegno del pittore Aurelio Luini, proveniente dal Santuario di Santa Maria presso san Celso (Milano);
- le tre Capselle (XI secolo), in stucco, provenienti da Civate;
- il corredo lustrale, composto da un'anfora e da un bacile (1570 circa), in argento sbalzato, cesellato e dorato, eseguito dall'argentiere di Norimberga, Wenzel Jamnitzer;
- due calici (fine XVIII - inizio XIX secolo), in argento sbalzato, fuso e dorato, di Agostino Arbuschi;
- Fermaglio da piviale (1865) e calice (1866), in argento dorato, di Giovanni Bellezza.

### Collezione Marcenaro
Le sculture esposte in questa sezione sono un deposito della Fondazione Cariplo di Milano. Si tratta della parte più importante della collezione della storica dell'arte, Caterina Marcenaro, donata nel 1976 alla Fondazione. Esse occupano un arco cronologico dal XIII al XVII secolo e sono riconducibili a vari ambiti artistici dal Nord Europa, alla Liguria, al Centro Italia.

### Fondi oro A. Crespi
La raccolta di 41 fondi oro, eseguite tra il XIV ed il XV secolo, per la gran parte di ambito toscano ed umbro, donati dal collezionista Alberto Crespi, rappresenta un unicum nel panorama museale milanese.
In questa sezione sono esposte tavole di Bernardo Daddi, Gherardo Starnina e Sano di Pietro, tra cui:
- Santa Cecilia (secondo quarto del XIV secolo), tempera su tavola, di Bernardo Daddi.

### Collezione Monti
In questa sezione sono esposti i dipinti del cardinale Cesare Monti, arcivescovo di Milano (1632 - 1650), fra cui le tele di Bernardino Lanino, di Cerano, di Guido Reni, di Peterzano e del Tintoretto. Fra le opere spiccano:
- Salvator Mundi (XVI secolo), olio su tavola, di Bernardino Lanino;
- La caduta di san Paolo (fine XVI - inizio XVII secolo), olio su tela, di Giovan Battista Crespi, il Cerano;
- Giacobbe lotta con l'angelo (fine XVI - inizio XVII secolo), olio su tela, del Morazzone (Pier Francesco Mazzucchelli);
- Gesù Cristo e l'adultera (XVI secolo), olio su tela, di Jacopo Robusti, il Tintoretto;
- San Giuseppe col Bambino (prima metà del XVII secolo), olio su tela, di Guido Reni.

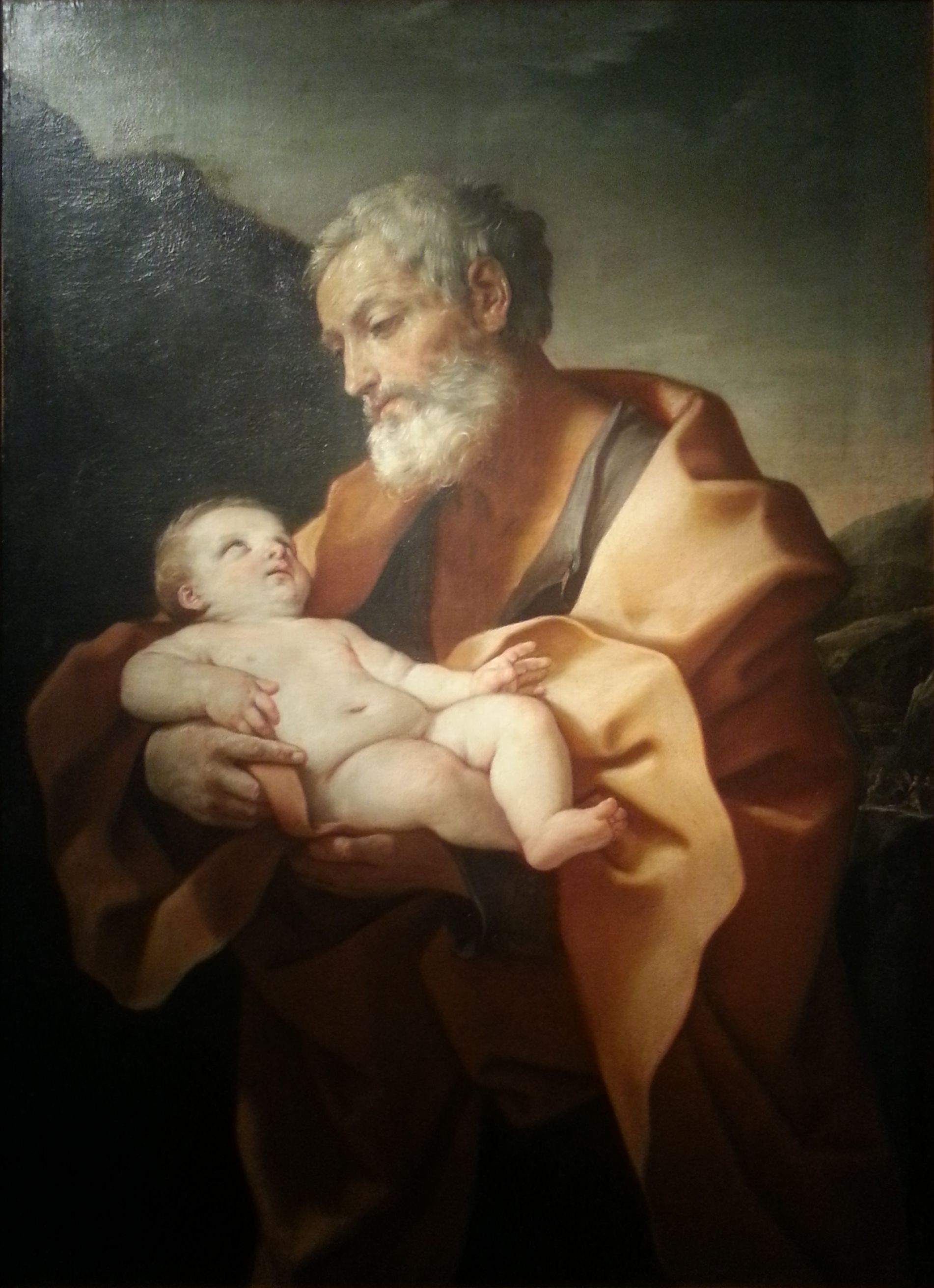
Guido Reni: San Giuseppe col Bambino

- Cristo nell'orto di Simone Peterzano

### Collezione Pozzobonelli
Nella sezione sono esposte le opere collezionate dal cardinale Giuseppe Pozzobonelli, arcivescovo di Milano (1743 - 1783). Esse raffigurano tutte soggetti arcadici, paesaggi, prospettive con figure, di ambito romano, veneto, lombardo, toscano, napoletano e fiammingo, databili tra la fine dal XVI al XVII secolo.
Una collezione amabile, immersa nel gusto dei viaggiatori del Gran Tour settecentesco: i dipinti di pittori come Pannini, Marco Ricci, Amorosi, sono ispirati direttamente a luoghi reali o riferiti a paesaggi marini o collinari.

### Collezione Visconti
In questa sezione sono presentate le opere della raccolta del cardinale Federico Visconti, arcivescovo di Milano (1681 - 1693), tra cui:
- Ancona della Passione (XVI secolo), in legno intagliato, dipinto e dorato, di bottega anversese;
- San Carlo Borromeo in gloria (fine XVI - inizio XVII secolo), olio su tavola, del Cerano (Giovan Battista Crespi);
- Daniele nella fossa di leoni sfamato da Abacuc e Gezabele gettata dal palazzo (fine XVII - inizio XVIII secolo), olio su tela, di Filippo Abbiati.

### Collezione Erba Odescalchi
La raccolta del cardinale Benedetto Erba Odescalchi, arcivescovo di Milano (1712 - 1736), comprende i 41 Ritratti dei Santi arcivescovi milanesi canonizzati (da San Barnaba apostolo, a Sant'Ambrogio, a San Carlo Borromeo), realizzati alla metà del XVIII secolo.

### Collezione Sozzani
Raccolta di 105 disegni (dal XV al XX secolo) giunta al museo nel 2008 a seguito di un lascito testamentario del banchiere Antonio Sozzani, che aveva collezionato queste opere anche grazie ai consigli di Giovanni Testori.
Tra gli artisti presenti: Carlo Francesco Nuvolone, Giovanni Antonio de Groot, Marcantonio Bassetti, Elisabetta Sirani, Ventura Passarotti, Ingres, David, Théodore Géricault, Eugène Delacroix, Corot, Vincent van Gogh, Jean Cocteau, Balthus, Toti Scialoja.

### Collezione Magnaghi
La collezione è composta da circa duecento opere (tra dipinti, disegni e stampe) realizzate tra la metà degli anni Quaranta e i primi anni Novanta dall'artista surrealista milanese Ambrogio Magnaghi (1912-2001), giunta al Museo nel 2007 per lascito testamentario del figlio dell'artista, Marco.

### Sculture di Lucio Fontana
Al piano terra, un'intera sezione del Museo è dedicata a opere scultoree di Lucio Fontana. Tra di esse spiccano, oltre ai gessi preparatori della quinta porta del Duomo di Milano e della Pala della Vergine Assunta, le quattordici stazioni della Via Crucis (Via Crucis bianca, 1955), in deposito al Museo dalla Regione Lombardia.

### Opere di provenienza diversa
Nelle collezioni del Museo, sparse lungo il percorso espositivo, vi sono alcune opere che provengono da donazioni o depositi di collezioni private. Tra queste si segnalano:
- Gesù Cristo nel sepolcro, San Francesco d'Assisi e Santa Chiara d'Assisi (XV secolo), bassorilievi marmorei;
- Gesù Cristo crocifisso con Maria Maddalena (seconda metà del XIX secolo), olio su tela, di Mosè Bianchi.
- Via Crucis (1882), affreschi strappati, di Gaetano Previati, provenienti dal cimitero di Castano Primo.

## Esposizioni temporanee
| Anno        | Opera                                                                                        | Autore               | Concessionario                                            | Date di esposizione                  |
| ----------- | -------------------------------------------------------------------------------------------- | -------------------- | --------------------------------------------------------- | ------------------------------------ |
| 2002 / 2003 | Ecce Homo (1473)                                                                             | Antonello da Messina | Collegio Alberoni, Piacenza Italia                        | 29 ottobre 2002 - 6 gennaio 2003     |
| 2003        | Annunciazione (1546)                                                                         | Domenico Beccafumi   | Chiesa dei Santi Vittoria e Martino, Sarteano (SI) Italia | 2 ottobre - 30 novembre 2003         |
| 2004 / 2005 | Cattura di Cristo (1602)                                                                     | Caravaggio           | National Gallery of Ireland, Dublino Irlanda              | 16 ottobre 2004 - 9 gennaio 2005     |
| 2005        |                                                                                              |                      |                                                           |                                      |
| 2006        | La Sacra Famiglia con Sant'Elisabetta e San Giovannino (1473)                                | Andrea Mantegna      | Kimbell Art Museum, Fort Worth, (Texas) Stati Uniti       | 4 aprile - 2 luglio 2006             |
| 2007        | L'Annunciata (1475)                                                                          | Antonello da Messina | Galleria Regionale della Sicilia, Palermo Italia          | 4 ottobre - 25 novembre 2007         |
| 2010        | Antologica                                                                                   | Ambrogio Magnaghi    | Fondo collezione Magnaghi Italia                          | 24 giugno - 4 settembre 2010         |
| 2014        | Contaminazioni                                                                               | Renata Boero         | Archivio Boero Italia                                     | 12 febbraio - 6 aprile 2014          |
| 2014 / 2015 | Illustrazioni per la Bibbia (1956)                                                           | Marc Chagall         | Famiglia Chagall                                          | 17 settembre 2014 - 1º febbraio 2015 |
| 2023 / 2024 | Mario De Biasi e Milano                                                                      | Mario De Biasi       |                                                           | 14 novembre 2023 - 18 febbraio 2024  |
| 2023 / 2024 | Francesco Londonio e la tradizione dei presepi di carta                                      | Francesco Londonio   |                                                           | 1 dicembre 2023 - 28 gennaio 2024    |
| 2023 / 2024 | Beato Angelico: Storie dell'infanzia di Cristo - Anta dell'Armadio degli argenti (1451-1453) | Beato Angelico       | Museo di San Marco, Firenze Italia                        | 28 ottobre 2023 - 28 gennaio 2024    |

## Editoria
Il museo diocesano è anche editore di numerose pubblicazioni a carattere precipuamente artistico:
- Il Vangelo di Aldo Carpi - A cura di P. Biscottini - Museo diocesano di Milano - Milano 2006
- La pietà dimenticata di Van Gogh - A cura di P. Biscottini - Museo diocesano di Milano - Milano 2006
- Andrea Mantegna. Sacra Famiglia con Sant'Elisabetta e San Giovannino -A cura di P. Biscottini - Museo diocesano di Milano - Milano 2006
- Il Museo diocesano di Milano tra presente e futuro - A cura di P. Biscottini - Museo diocesano di Milano - Milano 2006
- Borromeo nella Milano spagnola - A cura di P. Biscottini - Museo diocesano di Milano - Milano 2005
- Museo diocesano di Milano - Testi di A. Devitini, a cura di P. Biscottini - Museo diocesano di Milano - Milano 2005
- Caravaggio. Cattura di Cristo - A cura di P. Biscottini - Museo diocesano di Milano - Milano 2004
- Cristo nel sepolcro, attribuito a Zenale - A cura di P. Biscottini - Museo diocesano di Milano - Milano 2004
- Caravaggio. Cattura di Cristo - A cura di P. Biscottini - Museo diocesano di Milano - Milano 2004
- Domenico Beccafumi. Annunciazione - A cura di P. Biscottini - Museo diocesano di Milano - Milano 2003
- Cultura e comunicazione. Pensare la pubblicità. - AA.VV. - Museo diocesano di Milano - Milano 2002
- È possibile un'arte veramente attuale che sia anche sacra? - A cura di P. Biscottini - Museo diocesano di Milano - Milano 1998
- Il Museo diocesano di Milano. Identità, ruolo, funzioni. - AA.VV. - Museo diocesano di Milano - Milano 1997